# Жедальж, Андре
Андре́ Жеда́льж (фр. André Gedalge; 27 декабря 1856, Париж — 5 февраля 1926, Шесси, департамент Сена и Марна) — французский композитор и педагог.

## Биография
По окончании обучения в школе Жедальж на первых порах работал книготорговцем, достаточно поздно начал заниматься музыкой и поступил в Парижскую консерваторию лишь в 28 лет. Пройдя курс композиции у Эрнеста Гиро, Жедальж смог в 1886 году получить второе место на конкурсе за Римскую премию (первое место не было присуждено никому), и вскоре сам стал преподавать в консерватории в качестве ассистента Гиро и Жюля Массне. Уделяя много времени исследованиям в области теории музыки, Жедальж в начале XX века выпустил в печать ряд масштабных работ, среди которых наиболее известен Traité de la fugue («Трактат о фуге» или «Курс фуги», 1901).
В 1905 году он получает место профессора класса контрапункта и фуги и занимает эту должность до самой смерти. Будучи отличным педагогом, Жедальж воспитал ряд известных музыкантов, среди которых — Морис Равель, Флоран Шмитт, Жак Ибер, Дариюс Мийо, Кристофор Тальтабулл и многие другие. М. Равель писал впоследствии: «Мне очень приятно отметить, что самыми ценными чертами моего мастерства я обязан Андре Жедальжу». А. Онеггер, который учился у него контрапункту, вспоминал: «Жедальж прививал нам в первую очередь любовь к преодолению трудностей: с ясностью, иногда жестокой, он отрицал всякие трюки — в таких случаях он советовал обратиться к Баху или Моцарту. О своём учителе, который открыл предо мной музыкальную технику, я думаю с волнением и признательностью».
В своих сочинениях Жедальж придерживается композиторских традиций Сен-Санса и Лало, без влияния импрессионизма. Своё отношение к этому направлению в искусстве композитор выразил в эпиграфе к Третьей симфонии: «Без литературы и живописи». Произведения Жедальжа отмечены идеальными контрапунктическими структурами и яркой оркестровкой.

## Основные сочинения
Оперы и балеты
- «Пойманный», комическая опера (1890)
- «Маленький савоец» (1891)
- «Елена» (1893)
- «Феб» (1900)

Сочинения для оркестра
- Четыре симфонии (D-dur, 1893; c-moll, 1902; F-dur, 1910; A-dur, не окончена)
- Концерт для фортепиано с оркестром

Камерные сочинения
- Струнный квартет (1892)
- Две сонаты для скрипки и фортепиано (1897, 1900)

Сочинения для фортепиано
- Четыре прелюдии и фуги
- Четыре пьесы в четыре руки
- Три концертных этюда

Вокальные сочинения
- Песни и романсы на стихи разных авторов